# فيفيك اغراوال
فيفيك اغراوال (بالإنجليزية: Vivek Agrawal)‏ (و. القرن 20  م) هو منتج أفلام، ومخرج أفلام، وكاتب سيناريو هندي.

## وصلات خارجية
- فيفيك اغراوال على موقع IMDb (الإنجليزية)

- فيفيك اغراوال في قاعدة بيانات الأفلام على الإنترنت